# Alsó garat-összeszorító izom

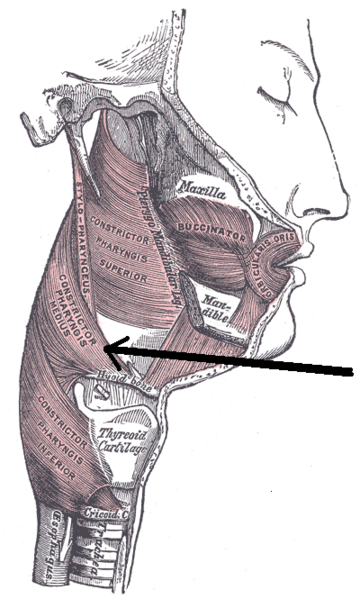
A garat-összeszorító izmok (a nyíl mutatja az alsó izmot)

Az alsó garat-összeszorító izom (latinul musculus constrictor pharyngis inferior) egy izom az ember nyakában. A három garat-összeszorító izom közül a legvastagabb.

## Eredés, tapadás, elhelyezkedés
Két része van az izomnak: Cricopharyngeus-i rész ami a gyűrűporcról (cartilago cricoidea) ered. A garat (pharynx) mögött tapad. A másik a thyropharyngeus-i rész ami a pajzsporc (cartilago thyroidea) ferde lamináris részéről ered. A pharyngeal raphe-én tapad.

## Funkció
A nyelésben segít.

## Beidegzés, vérellátás
A plexus pharyngeus-on keresztül a ramus pharyngeus nervi vagi idegzi be. Az arteria carotis externa látja el vérrel.